# Gornji Baraći
Gornji Baraći (en serbe cyrillique : Горњи Бараћи) est un village de Bosnie-Herzégovine. Il est situé dans la municipalité de Mrkonjić Grad et dans la république serbe de Bosnie. Selon les premiers résultats du recensement bosnien de 2013, il compte 94 habitants.

## Démographie

### Évolution historique de la population dans la localité
| 1948 | 1953 | 1961 | 1971 | 1981 | 1991 | 2013 |
| ---- | ---- | ---- | ---- | ---- | ---- | ---- |
| -    | -    | 772  | 643  | 489  | 316  | 94   |

|  |

### Communauté locale
En 1991, Gornji Baraći faisait partie de la communauté locale de Baraći qui comptait 1 029 habitants, répartis de la manière suivante :